# The Marshall Tucker Band
Маршал Такер бенд (енгл. The Marshall Tucker Band) је америчка рок група основана 1972. у Спартанбургу у Јужној Каролини (САД). Група се сматра једним од зачетника јужњачког рока, субжанра у рок музици који је настао у јужним државама САД. Музички стил групе може се описати као мешавина рока, ритма и блуза, џеза, кантрија и госпела.
Група је свој уметнички и комерцијални врхунац имала крајем 70-их година 20. века, али, уз краће прекиде, делује и данас. Оригиналну поставу групе чинили су гитариста, певач и композитор Тој Колдвел (енгл. Toy Caldwell), клавијатуриста и певач Даг Греј (енгл. Doug Gray), флаутиста Џери Јубанкс (енгл. Jerry Eubanks), ритам гитариста Џорџ Макоркл (енгл. George McCorkle), бубњар Пол Ридл (енгл. Paul Riddle) и басиста Томи Колдвел (енгл. Tommy Caldwell).

## Дискографија
- 1973. The Marshall Tucker Band
- 1974. A New Life
- 1974. Where We All Belong
- 1975. Searching for a Rainbow
- 1976. Long Hard Ride
- 1976. Stompin`Room Only
- 1977. Carolina Dreams
- 1978. Together Forever
- 1978. Greatest Hits
- 1979. Running Like the Wind
- 1980. Tenth
- 1981. Dedicated
- 1982. Tuckerized
- 1983. Just Us
- 1983. Greetings from South Carolina
- 1988. Still Holding On
- 1990. Southern Spirit
- 1992. Toy Caldwell
- 1992. Still Smokin´
- 1993. Then & Now Video
- 1994. The Capricorn Years
- 1996. Country Tucker
- 1997. M.T. Blues
- 1998. Face Down in the Blues
- 1999. Gospel
- 2004. Beyond the Horizon
- 2007. The Next Adventure